# Lago Todos los Santos
El lago Todos los Santos es una masa de agua superficial ubicada en la X Región de Los Lagos, Chile, a 96 km al noreste de la capital regional Puerto Montt y 76 km al este de la ciudad de Puerto Varas, dentro de los confines del parque nacional Vicente Pérez Rosales. Pertenece a la cuenca del río Petrohué.

## Ubicación y descripción
Tiene una superficie de 178.5 km², una altitud de 189 metros sobre el nivel del mar y una profundidad máxima de 337 metros. En su ribera se encuentran las localidades de Petrohue, Peulla y Cayutué.
El lago Todos los Santos cuenta con dos puertos principales: Petrohué en su extremo occidental y Peulla en su extremo oriental; ambas localidades disponen de servicios turísticos. No existe ninguna ruta terrestre que comunique estos dos poblados.
Un servicio regular de navegación lacustre sobre este lago representa un eslabón de la “ruta de los lagos” que une Puerto Montt/Puerto Varas en Chile con San Carlos de Bariloche sobre el Lago Nahuel Huapi en Argentina. 
El lago está rodeado de cerros escarpados que dejan lugar a pocas y pequeñas llanuras. Destacan tres montañas nevadas: el volcán Osorno al oeste, el volcán Puntiagudo hacia el norte, y el Tronador al este. Los bosques que cubren las laderas pertenecen al tipo llamado Selva valdiviana, en su variedad andina. Las especies arbóreas frecuentes y más visibles son: coihue (Nothofagus dombeyi) y muermo o ulmo (Eucryphia cordifolia).

## Hidrografía
La cuenca tributaria del lago comprende 3036 km². El principal afluente es el río Peulla/río Negro; estos dos ríos confluyen y desembocan conjuntamente en el lago en la localidad de Peulla. El río Peulla drena el flanco norte del Cerro Tronador, mientras que el río Negro desagua un largo valle que se extiende en dirección norte-sur. Segundo tributario en importancia es el río Blanco, el cual drena el flanco sur del Tronador. El desagüe del lago se encuentra en la localidad de Petrohué donde da origen al río Petrohué, con un caudal medio en esa sección de unos 270 m³ por segundo. A corta distancia de Petrohué, el río Petrohué pasa los Saltos del Petrohué. Las intensas precipitaciones en la cuenca tributaria del lago causan variaciones de nivel del orden de 3 metros. Estas fuertes variacions de nivel imprimen un aspecto característico a la línea de costa del lago.

## Historia
Este lago ha sido conocido con varios nombres: Purailla, Pichilauquen, Quechocavi. Los primeros europeos en visitar el lago, en 1670, fueron misioneros jesuitas, bautizándolo como Todos los Santos. En el año 1849 el lago fue re-descubierto por el explorador Benjamín Muñoz Gamero, quien comandaba una expedición del gobierno de Chile, nombra al lago como Esmeralda, debido al color de sus aguas. Hoy en día, el nombre más común es Todos los Santos, aunque Esmeralda también es aceptado.
Luis Risopatrón lo describe en su Diccionario Jeográfico de Chile de 1924:
Todos los Santos (Lago de). 41° 05' 72° 10' Tiene unos 130 km3 de superficie, con 180 a 200 m de profundidad media en la ensenada de Calbutué, es de aguas de color verde, con 12° a 14 °C de temperatura, que alimentan pejerreyes i truchas, se encuentra a unos 184 m de altitud, al E del lago de Llanquihue i desagua por el rio Petrohue, a la ensenada de Ralun, del estero de Reloncaví; sus islas son graníticas, los cerros, de un verde sombrío, son formados jeneralmente de rocas cristalinas, de formación granítica i sus faldas están cubiertas de depósitos sedimentarios de arcilla amarilla i roja, con piedras rodadas, estratificadas en ondulaciones horizontales. Ofrece playa solamente en la desembocadura del rio Puntiagudo, en la ribera N del lago, pues a uno i otro lado las laderas altas i escarpadas estrechan sus orillas: numerosos troncos muertos, parados, bien arraigados i medio sumerjidos en las aguas, parecen indicar que ha habido un aumento en el nivel de éstas. 1, viii, p. 93; i xv. p. 18 (Menéndez, 1791); 60, p. 473; 61. xxii. p. 223; i xxxix. p. 17; 62, i, p. 36; 63, p. 476; 66. p. 29 i 260, 111, i, p. 71, 74, 75, 82 i 87; 155, p. 823; i 162, i, p. 76; de Todos Santos en 1. xiii. p. 207 i 216 i carta de Moraleda (1795); 55, p. 24; 120, p. 60; 134; i 156; Esmeralda en 55, p. 6 (Muñoz Camero, 1849); de las Esmeraldas en 61, xxiii, p. 20, 3S i 445; Pichilauquen en 1, viii, p. 95; i Pichimallin en 155, p. 550.

## Población, economía y ecología

### Estado trófico
La eutrofización es el envejecimiento natural de cuerpos lacustres (lagos, lagunas, embalses, pantanos, humedales, etc.) como resultado de la acumulación gradual de nutrientes, un incremento de la productividad biológica y la acumulación paulatina de sedimentos provenientes de su cuenca de drenaje.: 4  Su avance es dependiente del flujo de nutrientes, de las dimensiones y forma del cuerpo lacustre y del tiempo de permanencia del agua en el mismo.: 24  En estado natural la eutrofización es lenta (a escala de milenios), pero por causas relacionadas con el mal uso del suelo, el incremento de la erosión y por la descarga de aguas servidas domésticas entre otras, puede verse acelerado a escala temporal de décadas o menos.: 4  Los elementos más característicos del estado trófico son fósforo, nitrógeno, DBO5 y clorofila y la propiedad turbiedad.
Existen diferentes criterios de clasificación trófica que caracterizan la concentración de esos elementos (de menor a mayor concentración) como: ultraoligotrófico, oligotrófico, mesotrófico, eutrófico, hipereutrófico. Ese es el estado trófico del elemento en el cuerpo de agua. Los estados hipereutrófico y eutrófico son estados no deseados en el ecosistema, debido a que los bienes y servicios que nos brinda el agua (bebida, recreación, higiene, entre otros) son más compatibles con lagos de características ultraoligotróficas, oligotróficas o mesotróficas.: 14 
Según un informe de la Dirección General de Aguas de 2018, la evaluación del estado trófico del lago presentaba una condición oligotrófica en 2014.: 29 